# 1998 HV122
1998 HV122 är en asteroid i huvudbältet som upptäcktes den 23 april 1998 av LINEAR i Socorro County, New Mexico.
Asteroiden har en diameter på ungefär 16 kilometer.